# Борисенко, Иван Николаевич
Ива́н Никола́евич Бори́сенко (20 октября (1 ноября) 1873 — 7 декабря 1920) — русский офицер, полковник (1916). Герой Первой мировой войны, участник Гражданской войны в России.

## Биография
Из потомственных дворян Екатеринославской губернии. Православного вероисповедания.
Общее образование получил в Таганрогской классической мужской гимназии (окончил 5 классов).
В июле 1893 года вступил в военную службу вольноопределяющимся рядового звания. В апреле 1897 года, после окончания  Одесского пехотного юнкерского училища по 2-му разряду, был произведен из подпрапорщиков в подпоручики (служил в 7-м пехотном Ревельском полку).
В мае 1898 года переведен в Евпаторийский резервный батальон (переименованный в 211-й Евпаторийский резервный батальон, затем переформированный в 211-й пехотный Евпаторийский полк). В июне 1901 года произведен в поручики.
В июне 1905 года переведен в 279-й пехотный Ялтинский полк и в октябре 1905 года произведен в штабс-капитаны.
В декабре 1906 года переведен в 218-й пехотный резервный Борисоглебский полк (Тамбов). С 1908 года — командир роты 218-го Борисоглебского резервного пехотного батальона (бывшего полком).
С октября 1909 года служил офицером в Воронежском дисциплинарном батальоне. В феврале 1911 года произведен в капитаны.
В январе 1912 года переведен в 6-й Финляндский стрелковый полк, с января 1913 года — начальник учебной команды полка. На январь 1914 года — был женат на уроженке Италии римско-католического вероисповедания, детей не имел.
С июля 1914 года — участник Первой мировой войны, — командир роты 6-го Финляндского стрелкового полка. В сентябре 1915 года, за отличия в делах против неприятеля, произведен в подполковники, в июле 1916 года — в полковники. Командовал батальоном.

Высочайшим приказом от 17 апреля 1916 года награждён Георгиевским оружием: 
…за то, что в бою 14-го октября 1914 года под д. Бакаларжево, будучи назначен в состав батальона на усиление наполовину уничтоженного полка, занял своей ротой с 2-мя пулемётами почти разрушенные артиллерией окопы правофлангового участка своего батальона под сильнейшим огнём противника. К вечеру, когда настойчивыми атаками немцев две соседние роты, почти совершенно уничтоженные, потерявшие всех своих офицеров, и третья рота более или менее сохранившаяся, была переведена на участок соседнего батальона, выяснили критическое положение участка, то командир батальона приказал капитану Борисенко занять весь батальонный участок и оборонять его до последней крайности. Капитан Борисенко, приведя в порядок людей, занял весь батальонный участок и, несмотря на ураганный огонь артиллерии, выдержал три атаки немцев, ведённых превосходными силами, и не уступил своей позиции, пока не был сменён.
27 мая 1917 года назначен командиром 14-го Финляндского стрелкового полка.
После Октябрьской революции 1917 года служил (в 1918 году) в армии Украинской державы, с 31.10.1918 — помощник командира 3-го Гайдамацкого полка.
С января 1919 года — участник Белого движения в составе ВСЮР, командир запасного батальона 4-й пехотной дивизии. В ноябре 1920 года, после эвакуации Русской армии, остался в Крыму.
Был арестован органами ВЧК, приговорен к расстрелу и, в числе прочих 283 арестованных, расстрелян в Керчи 7 декабря 1920 года.

## Награды
- Орден Святого Станислава 3-й степени (ВП 01.07.1907)
- Орден Святой Анны 3-й степени (ВП 06.12.1913)
- Медаль «В память 300-летия царствования Дома Романовых» (1913)
- Орден Святого Владимира 4-й степени с мечами и бантом (ВП 04.03.1915)
- Орден Святой Анны 2-й степени с мечами (ВП 27.08.1915)
- Орден Святого Станислава 2-й степени с мечами (ВП 15.04.1916)
- Георгиевское оружие (ВП 17.04.1916)
- Орден Святой Анны 4-й степени с надписью «За храбрость» (ВП 02.08.1916)
- Монаршее Благоволение (ВП 30.08.1916), — за отличия в делах против неприятеля